# Швидвински окръг
Швидвински окръг (на полски: Powiat świdwiński) е окръг в Северозападна Полша, Западнопоморско войводство. Заема площ от 1093,06 км2. Административен център е град Швидвин.

## География
Окръгът се намира в историческия регион Померания. Разположен е в централната част на войводството.

## Население
Населението на окръга възлиза на 49 181 души (2012 г.). Гъстотата е 45 души/км2.

## Административно деление
Административно окръгът е разделен на 6 общини.
Градска община:
- Швидвин

Градско-Селска община:
- Община Полчин-Здруй

Селски общини:
- Община Бжежно
- Община Ромбино
- Община Славобоже
- Община Швидвин

## Фотогалерия
- Швидвин
- Полчин-Здруй